# L'Écrivain suisse allemand
 (juillet 2015).
L'Écrivain suisse allemand est un roman de Jean-Pierre Rochat publié en 2012 aux éditions D'autre part. Neuvième ouvrage de l'écrivain, il a obtenu le Prix Michel-Dentan 2013.

## Résumé
L'Ecrivain suisse allemand raconte une amitié entre un écrivain et un paysan opposés par leur mode de vie respectif : le premier est globe-trotteur et séducteur, tandis que le second, travailleur sédentaire dans le Jura bernois, ne voyage qu'à travers les récits de l'écrivain. Le livre s'ouvre sur la mort de ce dernier, et le paysan de montagne - pourtant discret - livre son amitié par touches, au fil des pages (lorsque les amantes, ou la biographe de l'écrivain viennent chercher des histoires sur le défunt). La vie de l'écrivain est ainsi dévoilée à travers les yeux du paysan, qui l'admirait et ne pouvait s'empêcher de jalouser son mode de vie exceptionnel: ses nombreuses femmes, ses voyages, son succès... Il goûte d'ailleurs à une partie de cette vie lorsqu'il décide d'écrire et qu'il vit une romance de trois jours avec la veuve de l'écrivain.

## Personnages principaux
Les personnages n'ont pas de nom, ils sont présentés par leur statut, leur fonction ou leur origine (l'écrivain suisse allemand, la femme de l'écrivain, la biographe, etc.). Ils ne sont par ailleurs jamais décrits complètement dans leur apparence physique. Le narrateur s'en remet à plusieurs reprises à l'imagination de son lecteur. Il se contente par exemple de dire que telle dame est "une belle personne" ou de donner tel ou tel détail de son apparence dans le fil du récit : « À l’enterrement la biographe avait encore de longs cheveux bruns, ici elle s’est fait faire une coupe au carré sur cheveux de jais, elle a pas encore l’habitude et arrête pas de caresser sa nuque fraîchement dégagée. »

## Thématiques
À travers un roman à bien des égards psychologique (qui use du flux de conscience), l'auteur expose de nombreuses thématiques: l'opposition de la ville et de la campagne, notamment lorsqu’une simple visite en ville émerveille le paysan. Le voyage et la sédentarité, opposées par les modes de vie des deux protagonistes. Également l'amour, qui est présenté comme léger et peu dramatique (le paysan trompe sa femme avec la veuve de son ami, mais on ne ressent pas de malaise ou de jugements, tout a l'air simple et naturel). La montagne, qui est décrite à de nombreuses reprises, comme une âme et un esprit parlant parfois au paysan. Mais également, la sensibilité, le succès, les femmes, la beauté, la vieillesse, la jalousie, l'admiration, le charisme.

## Distinction
- Prix Michel-Dentan 2013